# Ponana woodruffi
Ponana woodruffi är en insektsart som beskrevs av Delong och Martinson 1980. Ponana woodruffi ingår i släktet Ponana och familjen dvärgstritar. Inga underarter finns listade i Catalogue of Life.